# Manilkara pellegriniana
Manilkara pellegriniana là một loài thực vật có hoa trong họ Hồng xiêm. Loài này được Tisser. & Sillans mô tả khoa học đầu tiên năm 1953.